# Jurij Šarov
Jurij Dmitrievič Šarov (Saratov, 22 aprile 1939 – Saratov, 12 dicembre 2021) è stato uno schermidore sovietico, vincitore di una medaglia d'oro ed una d'argento nella scherma ai giochi olimpici.